# 살인청부업자 (2022년 영화)
《살인청부업자》는 2022년에 개봉한 대한민국의 영화이다.

## 캐스팅
- 정제우 : 기술자 역
- 박지수 : 딜러 역
- 고원석
- 설재근
- 서갑숙